# Adolf Stubenrauch

Adolf Stubenrauch mit seinen Funden

Adolf Gustav Stubenrauch (* 30. Juni 1855 in Golz, Kreis Dramburg; † 23. April 1922 in Stettin) war ein deutscher Archäologe und Restaurator.

## Leben
Adolf Gustav Stubenrauch wurde am 30. Juni 1855 auf dem Familiengut Golz im Kreis Dramburg geboren. Er besuchte das Gröningsche Gymnasium in Stargard, das Gymnasium in Dramburg und die Provinzial-Gewerbeschule in Stettin. 1877/78 leistete er seinen Militärdienst bei der Festungsartillerie in Sonderburg in der Provinz Schleswig-Holstein. Danach arbeitete er als ländlicher Buchhalter und Amtssekretär in der Nähe von Berlin. Dort traf er Rudolf Virchow, einen früheren Freund seines Vaters, durch den er Kontakt zur Berliner Anthropologischen Gesellschaft bekam.
Stubenrauch arbeitete dann in Billerbeck bei Pyritz in ähnlicher Position wie bei Berlin. Dort traf er Hugo Lemcke, der ihn in das nahe gelegene archäologische Forschungsgebiet des bronzezeitlichen Gräberfeldes einlud. Lemcke bot ihm die Stelle als Konservator im Museum der Gesellschaft für pommersche Geschichte und Altertumskunde an, die er 1890 übernahm. Seine Aufgabe war es, die reichen Sammlungen von Funden und Artefakten, die im Bogislaw-Bau des Stettiner Schlosses gelagert worden waren, zu ordnen und zu katalogisieren. Seine wichtigsten Anliegen waren die fachgerechte Lagerung und Restaurierung sowie der Ausbau der Sammlung von Denkmälern für die gesamte Kulturgeschichte der Provinz Pommern. Er konnte in dieser Phase der Arbeit die Bestände des Museums verzehnfachen. Es gelang ihm aber nicht, das Altertumsmuseum vor der Übergabe an das neu eröffnete Museum der Stadt Stettin auf der Hakenterrasse am 23. Juni 1913 der Öffentlichkeit zugänglich zu machen.

Adolf Stubenrauch auf dem Weg zur Arbeit 1892

1897/98 arbeitete er mit dem Geologen Müller an der Erforschung der Lage von Vineta und leitete die umfassenden archäologischen Grabungen in Wollin, besonders auf dem Gräberfeld am „Galgenberg“ und auf dem nördlich der Stadt gelegenen „Silberberg“.
Stubenrauch erarbeitete in Zusammenarbeit mit Hugo Lemcke ein Verzeichnis der Denkmäler der Kunst und Architektur für Pommern. In dem „Album der Pommerschen Bau- und Kunstdenkmäler“, das im Jahr 1899 erschien, hatte er erstmals eine umfassende Beschreibung der Denkmäler der Architektur und Kunst für Pommern mit 200 selbst erstellten Zeichnungen veröffentlicht. Er ist auch der Autor zahlreicher Artikel und Beiträge, die er in den Zeitschriften der Gesellschaft, den Monatsblättern und den Baltischen Studien, veröffentlichte sowie in regionalen Zeitschriften und Zeitungen in Stettin.
Adolf Stubenrauch starb am 23. April 1922 in Stettin.

## Familie
Adolf Stubenrauch heiratete am 20. Oktober 1890 in Stettin Marie Elisabeth Helene Fischer, die am 22. Dezember 1869 in Stargard geboren worden war; sie starb am 1. Juni 1950 in München. Aus dieser Ehe gingen zwei Söhne und eine Tochter hervor.

## Schriften (Auswahl)
- Vorgeschichtliches aus Carow, Kr. Regenwalde. In: Monatsblätter (Gesellschaft für Pommersche Geschichte und Alterthumskunde, Hrsg.). Fünfter Jahrgang, Stettin 1891, Nr. 8, S. 115–119 (Google Books), und Nr. 9, S. 133–139  (Google Books).
- Untersuchungen auf den Inseln Usedom und Wollin zur Vinetafrage. In: Baltische Studien. 1898, S. 65–134. (Digitalisat)
- Die Steinkegelgräber von Gnewin, Kreis Lauenburg. In: Beiträge zur Geschichte und Altertumskunde Pommerns. Festschrift zum 25. Jubiläum des Gymnasialdirektors Prof. H. Lemcke als Vorsitzenden der Gesellschaft für Pommersche Geschichte und Altertumskunde. Gesellschaft für Pommersche Geschichte und Altertumskunde, Stettin 1898, S. 21–24.
- Album pommerscher Bau- und Kunstdenkmäler. Hrsg. Stettiner Neueste Nachrichten. Verlag Fischer & Schmidt, Stettin 1899.
- Streckenthin (Kreis Greifenberg/Pommern) und seine prähistorischen Fundstellen. In: Baltische Studien. 1901, S. 15–28. (Digitalisat)
- Führer durch die St. Jacobi-Kirche in Stettin. Susenbeth, Stettin 1902.
- Die Maaßsche Sammlung im Museum der Gesellschaft für Pommersche Geschichte und Altertumskunde. In: Baltische Studien. 1904, S. 97–128.(Digitalisat)
- Brandgruben- und Skelettgräber der römischen Kaiserzeit am Kettenberg bei Dramburg. In: Baltische Studien. 1911, S. 143–152. (Digitalisat)
- Die Kuhsesche Sammlung Rügischer Altertümer im Museum Stettin. In: Baltische Studien. 1912, S. 163–174. (Digitalisat)